# 13739 Ненсіуорден
13739 Ненсіуорден (13739 Nancyworden) — астероїд головного поясу, відкритий 16 вересня 1998 року.
Тіссеранів параметр щодо Юпітера — 3,218.